# Saikai
Saikai (西海市?) è una città giapponese della prefettura di Nagasaki.